# Épenouse
Épenouse – miejscowość i gmina we Francji, w regionie Burgundia-Franche-Comté, w departamencie Doubs.
Według danych na rok 1990 gminę zamieszkiwały 93 osoby, a gęstość zaludnienia wynosiła 16 osób/km² (wśród 1786 gmin Franche-Comté Épenouse plasuje się na 650. miejscu pod względem liczby ludności, natomiast pod względem powierzchni na miejscu 738.).